# London-Marathon 1997
| 17. London-Marathon    | 17. London-Marathon            |
| ---------------------- | ------------------------------ |
| Stadt                  | London, Vereinigtes Königreich |
| Datum                  | 13. April 1997                 |
| Distanz                | 42,195 Kilometer               |
| Sieger                 |                                |
| Männer                 | António Pinto (2:07:55 h)      |
| Frauen                 | Joyce Chepchumba (2:26:51 h)   |
| ← London-Marathon 1996 | London-Marathon 1998 →         |
| Website                | Offizielle Website             |

Der London-Marathon 1997 (offiziell: Flora London Marathon 1997) war die 17. Ausgabe der jährlich stattfindenden Laufveranstaltung in London, Vereinigtes Königreich. Der Marathon fand am 13. April 1997 statt.
Bei den Männern gewann António Pinto in 2:07:55 h, bei den Frauen Joyce Chepchumba in 2:26:51 h.

## Ergebnisse

### Männer
| Platz | Athlet             | Land                   | Zeit (h) |
| ----- | ------------------ | ---------------------- | -------- |
| 01    | António Pinto      | Portugal               | 2:07:55  |
| 02    | Stefano Baldini    | Italien                | 2:07:57  |
| 03    | Josia Thugwane     | Südafrika              | 2:08:06  |
| 04    | Eric Kimaiyo       | Kenia                  | 2:08:08  |
| 05    | Richard Nerurkar   | Vereinigtes Königreich | 2:08:36  |
| 06    | Steve Moneghetti   | Australien             | 2:08:45  |
| 07    | Lawrence Peu       | Südafrika              | 2:09:10  |
| 08    | Paul Evans         | Vereinigtes Königreich | 2:09:18  |
| 09    | José Manuel García | Spanien                | 2:09:30  |
| 10    | Stéphane Franke    | Deutschland            | 2:11:26  |

### Frauen
| Platz | Athletin              | Land                   | Zeit (h) |
| ----- | --------------------- | ---------------------- | -------- |
| 01    | Joyce Chepchumba      | Kenia                  | 2:26:51  |
| 02    | Liz McColgan          | Vereinigtes Königreich | 2:26:52  |
| 03    | Lidia Șimon           | Rumänien               | 2:27:11  |
| 04    | Sonja Oberem          | Deutschland            | 2:28:02  |
| 05    | Ramilja Boerangoelova | Russland               | 2:28:07  |
| 06    | Maria Manuela Machado | Portugal               | 2:28:12  |
| 07    | Christine McNamara    | Vereinigte Staaten     | 2:28:18  |
| 08    | Renata Kokowska       | Polen                  | 2:28:21  |
| 09    | Elena Mazovka         | Belarus                | 2:29:06  |
| 10    | Hellen Kimaiyo        | Kenia                  | 2:29:45  |